# Slučaj Zorice Jovanović protiv Srbije
Slučaj Zorice Jovanović protiv Srbije pravni je spor koji je došao pred Evropski sud za ljudska prava i predstavlja važan presedan u oblasti međunarodnog prava i ljudskih prava. Ovaj slučaj se odnosi na tužbu Zorice Jovanović, građanke Srbije, koja je tvrdila da je Republika Srbija prekršila njena prava zajemčena Evropskom konvencijom o ljudskim pravima.
Predmet je formiran na osnovu predstavke (br. 21794/08) protiv Srbije koju je Sudu podnela prema članu 34. Konvencije za zaštitu ljudskih prava i osnovnih sloboda, srpska državljanka Zorica Jovanović, 22. aprila 2008. godine. Zorici je dodeljena pravna pomoć, zastupala je D. Govedarica, advokat iz Batočine, dok je Vladu Srbije zastupao S. Carić. Podnositeljka predstavke (Zorica Jovanović) žalila se što joj srpske vlasti nisu pružale informacije o stvarnoj sudbini njenog sina, koji je navodno preminuo dok su još bili u državnoj bolnici. Predstavka je prosleđena Vladi Srbije 12. aprila 2011. godine.

## Povod za tužbu
Podnositeljka predstavke je 28. oktobra 1983. godine u Medicinskom centru u Ćupriji (MCĆ), nacionalnoj medicinskoj ustanovi, donela na svet muško dete. Tokom boravka u ovom zdravstvenom objektu u periodu od 28. do 30. oktobra 1983. godine, redovno je bila u mogućnosti da poseti i vidi svog novorođenog sina. Lekari su 30. oktobra iste godine obavestili podnositeljku predstavke o njihovom planu da nju, zajedno sa njenim detetom, otpuste iz bolnice narednog dana.
U večernjim časovima 30. oktobra 1983. godine, podnositeljka je poslednji put bila sa svojim sinom do otprilike 23:00 časa, nakon čega je dete premešteno u odvojenu prostoriju namenjenu novorođenčadi. Ovaj postupak nije bio neuobičajen, a dete nije pokazivalo nikakve znakove zdravstvenih problema do tog trenutka.
Na jutarnjem dežurstvu 31. oktobra 1983. godine, lekar je obavestio podnositeljku predstavke oko 6:30 časova da je njen sin preminuo. Ova vest je dočekana sa šokom, nakon čega je podnositeljka žurno krenula prema prostoriji gde je njeno dete bilo smešteno. Međutim, njen pokušaj da vidi sina bio je neuspešan, budući da su je fizički sprečile osobe dežurnog osoblja. Pokušaj da joj se da injekcija sedativa takođe nije uspeo. Na kraju, suočena s nemogućnošću da vidi sina, podnositeljka je napustila Medicinski centar u Ćupriji.
Podnositeljka predstavke je 12. novembra 2002. godine obaveštena od strane Medicinskog centra u Ćupriji da je njen sin preminuo 31. oktobra 1983. godine, u 7:15 časova, te da je uzrok smrti označen kao „exitus non sigmata” (smrt bez identifikovanog uzroka). Medicinski centar u Ćupriji tvrdio je da nema daljih informacija o slučaju, s obzirom da su mnogi dokumenti uništeni zbog poplave arhive.
Opština Ćuprija je 22. novembra 2002. godine obavestila podnositeljku predstavke da je rođenje njenog sina zavedeno u matičnim knjigama, ali da smrt nije. Suprug podnositeljke je 10. januara 2003. godine podneo krivičnu prijavu protiv medicinskog osoblja MCĆ zbog „otmice” deteta. Međutim, tužilaštvo je 15. oktobra 2003. godine odbacilo prijavu zbog nedostatka dokaza.
Opština Ćuprija je 2004. godine ponovo potvrdila da smrt sina podnositeljke predstavke nikada nije bila zvanično registrovana. Medicinski centar u Ćupriji je 29. aprila 2004. godine podnositeljki predstavke dostavio internu dokumentaciju kao prilog dopisu iz novembra 2002. godine. Ipak, informacije o obdukciji ili mestu sahrane i dalje nisu bile dostupne.
Tek nakon višegodišnjeg pritiska, Opština Ćuprija je 19. septembra 2007. godine potvrdila da smrt sina podnositeljke predstavke nije zavedena u zvaničnim evidencijama. Kao odgovor na raniji zahtev, Opština Ćuprija je konačno 28. decembra 2007. godine dostavila podnositeljki Izvod iz matične knjige rođenih njenog sina, kao i dokumente koji su ukazivali na zahtev bolnice za njegovu prijavu.
I pored ovih napora, telo deteta nikada nije predato porodici, a ni izveštaj o obdukciji nije dostavljen. Ovaj slučaj je ostao ozbiljno nerazjašnjen, ostavljajući podnositeljku i njenu porodicu u potpunom neznanju i sa brojnim pitanjima o sudbini njihovog sina.
Ova situacija je dodatno komplikovana činjenicom da telo deteta nikada nije predato porodici, niti im je pružen izveštaj o obdukciji ili informacije o mestu sahrane.

## Izvori prava
Članovi Konvencije: Navode se članovi 4, 5, i 8 Konvencije, za koje je podnositeljka tvrdila da su prekršeni. Ovi članovi se odnose na pravo na pravično suđenje i pravo da se bude smatran nevinim dok se ne dokaze krivica.
Odluka Evropskog suda za ljudska prava koja se tice principa „jednakosti oružja” u postupku. Ovaj princip podrazumeva da obe strane u postupku imaju jednake mogućnosti da predstave svoje slučajeve.
Krivični zakon Republike Srbije: Referiše se na nekoliko članova Krivičnog zakona Republike Srbije, koji se odnose na krivična dela i krivični postupak. Ovi članovi su relevantni za procenu tvrdnji podnositeljke.
Zakon iz 2005. godine: Takođe se citira Zakon Republike Srbije iz 2005. godine koji je relevantan za slučaj. Ovaj zakon sadrži odredbe koje su važne za razumevanje pravnog okvira u kojem se slučaj razmatra. Ovaj deo dokumenta pruža pravni okvir i sudske presedane koji su relevantni za procenu tvrdnji podnositeljke predstavke. Fokus je na navodnim povredama prava podnosioca prema spskom i evropskom pravu o ljudskim pravima.

## Presuda
Evropski sud za ljudska prava, koji je odlučivao u Veću koje su činili: Guido Ramondi (predsednik), sudije: Danute Jočijene, Per Lorenzn, Dragoljub Popović, Išil Karakaš, Nebojša Vučinić i Paulo Pinto de Albukerk, i zamenik sekretara odeljenja: Fransoaz Elens-Pasos, utvrdio je da su srpske vlasti prekršile pravo podnositeljke predstavke na poštovanje njenog porodičnog života po članu 8 Konvencije o zaštiti ljudskih prava i osnovnih sloboda, time što joj kontinuirano nisu davali pouzdane informacije o sudbini njenog sina, koji je navodno preminuo u državnoj bolnici 1983. godine. Sud je podnosiiteljki predstavke (Zorici Jovanović) dosudio 10.000 evra na ime nematerijalne štete i 1.800 evra na ime troškova i izdataka za advokata. 
Sud je takođe naredio tuženoj državi da, u roku od godinu dana od dana kada presuda postane pravosnažna, preduzme sve odgovarajuće mere za uspostavljanje mehanizma koji ima za cilj da obezbedi individualno obeštećenje za sve roditelje u situaciji sličnoj ili dovoljno bliskoj situaciji podnositeljke predstavke. Ovaj mehanizam treba da nadgleda nezavisno telo sa odgovarajućim ovlašćenjima da pruži pouzdane odgovore o sudbini svakog deteta i dodeli odgovarajuću nadoknadu, u zavisnosti od slučaja.

## Značaj presude
1. Pravni značaj:
Ova presuda postavija presedan za slične slučajeve u budućnosti, ne samo u Srbiji, već i u drugim državama članicama Saveta Evrope. Sud je jasno definisao obaveze države prema roditeljima nestalih beba.
Tumacenje člana 8: Presuda doprinosi tumačenju člana 8 Evropske konvencije o ljudskim pravima, koji garantuje pravo na poštovanje privatnog i porodičnog života. Sud je naglasio da ovo pravo uključuje i pravo roditelja da znaju sudbinu svoje dece.
2. Društveni značaj:
Presuda je podigla svest o problemu nestallh beba u Srbiji i šire. Ovaj problem je dugo bio zanemaren, a presuda je pomogla da se skrene pažnja javnosti i vlasti na potrebu za rešavanjem ovog pitanja. Presuda takođe pruža podršku roditeljima koji su godinama tražili odgovore o sudbini svoje dece. Ona im daje nadu da će pravda biti zadovoljena i da će dobiti odgovore koje traže.
3. Institucionalni značaj:
Presuda zahteva od Srbije da sprovede institucionalne reforme kako bi se obezbedila efikasna istraga i naknada za roditelje nestalih beba. Ovo uključuje poboljšanje rada policije, sudova i drugih nadležnih organa. Srbija je takođe obavezna da uspostavi mehanizme za pružanje informacija i naknade roditeljima. Ovo može uključivati formiranje posebnih komisija ili tela za istragu ovih slučajeva.
4. Medunarodni značaj:
Presuda pokazuje kako se međunarodni standardi ljudskih prava primenjuju na nacionalnom nivou. Ona služi kao primer drugim državama članicama Saveta Evrope kako da se nose sa sličnim problemima. Komitet ministara Saveta Evrope prati izvršenje presuda Evropskog suda za ljudska prava. Ova presuda će biti pod nadzorom, što osigurava da Srbija preduzme potrebne korake za njeno sprovođenje.
5. Psiholoski značaj:
Presuda pruža emocionalnu podršku roditeljima koji su izgubili decu. Priznanje njihovih patnji i prava može imati značajan psihološki efekat. Takođe ova presuda pomaže i u obnavljanju poverenja građana u pravosudni sistem i institucije države.
6. Politicki značaj:
Presuda je stvorila politicki pritisak na vlasti da preduzmu konkretne korake u rešavanju problema nestalih beba

## Spoljašnje veze
- Zorica Jovanović v. Serbia
- Izvršavanje presude Evropskog suda za ljudska prava u predmetu Zorica Jovanović protiv Srbije: trenutna situacija i naredni koraci 2020.god
- ZAKONO UTVRĐIVANJU ČINJENICA O STATUSU NOVOROĐENE DECE ZA KOJU SE SUMNJA DA SU NESTALA IZ PORODILIŠTA U REPUBLICI SRBIJI